# Маклейн (Міссісіпі)
Маклейн (англ. McLain) — місто (англ. city) в США, в окрузі Грін штату Міссісіпі. Населення — 313 особи (2020).

## Географія
Маклейн розташований за координатами 31°6′14″ пн. ш. 88°49′27″ зх. д. / 31.10389° пн. ш. 88.82417° зх. д. (31.103838, -88.824150).  За даними Бюро перепису населення США в 2010 році місто мало площу 8,95 км², з яких 8,78 км² — суходіл та 0,16 км² — водойми.

### Клімат
Місто знаходиться у зоні, котра характеризується вологим субтропічним кліматом. Найтепліший місяць — липень із середньою температурою 27.1 °C (80.7 °F). Найхолодніший місяць — січень, із середньою температурою 8.4 °С (47.1 °F).
| Клімат Маклейна         | Клімат Маклейна | Клімат Маклейна | Клімат Маклейна | Клімат Маклейна | Клімат Маклейна | Клімат Маклейна | Клімат Маклейна | Клімат Маклейна | Клімат Маклейна | Клімат Маклейна | Клімат Маклейна | Клімат Маклейна | Клімат Маклейна |
| Показник                | Січ.            | Лют.            | Бер.            | Квіт.           | Трав.           | Черв.           | Лип.            | Серп.           | Вер.            | Жовт.           | Лист.           | Груд.           | Рік             |
| Абсолютний максимум, °C | 28,9            | 30,6            | 32,8            | 35              | 37,2            | 42,2            | 40              | 38,9            | 38,9            | 36,7            | 32,2            | 30              | 42,2            |
| Середній максимум, °C   | 15,4            | 18              | 22,1            | 26,3            | 29,8            | 32,8            | 33,8            | 33,5            | 31,6            | 26,9            | 21,4            | 17,2            | 25,7            |
| Середня температура, °C | 8,4             | 10,5            | 14,4            | 18,6            | 22,3            | 25,6            | 27,1            | 26,7            | 24,4            | 18,4            | 13,4            | 9,7             | 18,3            |
| Середній мінімум, °C    | 1,3             | 2,9             | 6,8             | 10,8            | 14,8            | 18,4            | 20,3            | 19,8            | 17,3            | 9,8             | 5,3             | 2,3             | 10,8            |
| Абсолютний мінімум, °C  | −21,1           | −12,2           | −8,3            | −3,9            | 2,2             | 5,6             | 9,4             | 11,1            | 3,9             | −6,7            | −8,3            | −14,4           | −21,1           |
| Норма опадів, мм        | 138             | 136             | 171             | 136             | 140             | 133             | 189             | 137             | 131             | 77              | 110             | 138             | 1637            |
| Днів з опадами          | 10              | 9               | 10              | 8               | 8               | 10              | 14              | 12              | 9               | 6               | 7               | 10              | 111             |
| ----------------------- | --------------- | --------------- | --------------- | --------------- | --------------- | --------------- | --------------- | --------------- | --------------- | --------------- | --------------- | --------------- | --------------- |
| Джерело: Weatherbase    |                 |                 |                 |                 |                 |                 |                 |                 |                 |                 |                 |                 |                 |

## Демографія
Згідно з переписом 2010 року, у місті мешкала 441 особа в 178 домогосподарствах у складі 119 родин. Густота населення становила 49 осіб/км².  Було 220 помешкань (25/км²).
Расовий склад населення:
| - 73,0 % — білих - 26,1 % — чорних або афроамериканців - 0,5 % — корінних американців |

До двох чи більше рас належало 0,5 %. Частка іспаномовних становила 0,7 % від усіх жителів.
За віковим діапазоном населення розподілялося таким чином: 27,4 % — особи молодші 18 років, 60,6 % — особи у віці 18—64 років, 12,0 % — особи у віці 65 років та старші. Медіана віку мешканця становила 36,9 року. На 100 осіб жіночої статі у місті припадало 97,8 чоловіків;  на 100 жінок у віці від 18 років та старших — 88,2 чоловіків також старших 18 років.
Середній дохід на одне домашнє господарство  становив 38 579 доларів США (медіана — 32 125), а середній дохід на одну сім'ю — 46 888 доларів (медіана — 38 542). За межею бідності перебувало 13,8 % осіб, у тому числі 8,0 % дітей у віці до 18 років та 17,9 % осіб у віці 65 років та старших.
Цивільне працевлаштоване населення становило 157 осіб. Основні галузі зайнятості: освіта, охорона здоров'я та соціальна допомога — 26,1 %, будівництво — 20,4 %, роздрібна торгівля — 14,6 %, публічна адміністрація — 10,8 %.